# Сеньор де Балагер
Сеньор де Балагер — испанский дворянский титул. Он был создан королем Арагона Альфонсо V в 1418 году для своего младшего брата, инфанта Хуана. В настоящее время это один из титулов, традиционно связанных с наследником испанской короны. Нынешней его носительницей является Леонор де Бурбон, принцесса Астурийская (род. 2005), старшая дочь и наследница короля Испании Филиппа VI.

## История
Титул был создан в 1418 году королем Арагона Альфонсо V Великодушным (1396—1458) для своего младшего брата Хуана (1398—1479). Титул был символически связан с городом, который был столицей ликвидированного графства Урхель. Во время междуцарствия в Арагоне после смерти короля Мартина Старшего в 1410 году граф Урхеля Хайме II (1380—1433) был одним из претендентов на королевский престол Арагона. Когда Хуан II унаследовал арагонский трон в 1458 году, он присвоил титул сеньора де Балагер своему второму сыну, инфанту Фернандо (1452—1516), который в 1479 году занял королевский престол Арагона под именем Фердинанда II. С тех пор это был титул наследников арагонской короны, связанный с титулом принца де Жирона.

## Текущая ситуация
С 21 января 1977 года титул наследника бывшей короны Арагона принадлежал принцу Филиппу де Бурбону в соответствии с королевским указом от 22 января 1977 года, где он получает титул принца Астурийского и другие титулы, традиционно связанные с наследником короны Испании.
В 1990 году, во время официального визита в Балагер, принц Филипп де Бурбон принял титул в присутствии местного населения. С момента ликвидации автономии Арагонской короны в начале XVIII века титул сеньора де Балагер является первым титулом королевского наследника, который носит его, хотя он не использует его публично за пределами страны, только во время своих визитов в Каталонию и на свадебной церемонии.
После восхождения на королевский престол Испании, 19 июня 2014 года, принц Астурийский Филипп де Бурбон стал Филиппом VI, а его дочь Леонор приняла на себя титулы, связанные с наследником короны Испании, в том числе сеньора де Балагер.